# Jesús Montané
Jesús Sergio Basilio Montané Oropesa (Isla de Pinos, Cuba, 15 de abril de 1923-La Habana, Cuba, 7 de mayo de 1999) fue un revolucionario y político de Cuba.

## Biografía
Jesús Montané Oropesa nació en la Isla de Pinos (actual Isla de la Juventud), Cuba, el 15 de abril de 1923. Hijo de Sergio Montané Soto y Zenaida Oropesa Soto.
Fue militante de la Juventud Ortodoxa, y después dirigente del movimiento fundado por Fidel Castro. Participó en el ataque al Cuartel Moncada.
Estuvo en prisión con Fidel Castro, tras lo cual se exilió a México y formó parte del grupo de expedicionarios que regresaron en el Granma.
Fue capturado en el combate de Alegría de Pío y volvió a la cárcel hasta el triunfo de la Revolución cubana. Fue diputado de la Asamblea Nacional, así como Ministro de Comunicaciones.
También fue ayudante de Fidel Castro.
Falleció por una infección respiratoria aguda en La Habana, el 7 de mayo de 1999, a los 76 años de edad. Su cuerpo reposa en el Panteón de las Fuerzas Armadas Revolucionarias en la Necrópolis de Cristóbal Colón. La Universidad de la Isla de la Juventud lleva su nombre.